# Sistema de administración de identidades entre dominios
El sistema de administración de identidades entre dominios (SCIM, por sus siglas en inglés System for Cross-domain Identity Management) es un estándar para automatizar el intercambio de información de identidades de usuario entre dominios de identidades o sistemas de TI.
Un ejemplo podría ser que, a medida que una empresa incorpora nuevos empleados y se separa de los empleados existentes, estos se añaden y eliminan del directorio electrónico de empleados de la empresa. El SCIM podría usarse para añadir o eliminar las cuentas de dichos usuarios automáticamente en sistemas externos, como Google Workspace, Office 365 o Salesforce.com. De esta manera, existiría una nueva cuenta de usuario en los sistemas externos para cada nuevo empleado y del mismo modo las cuentas de usuario de los empleados antiguos dejarían de existir en esos sistemas.
Además de administrar los registros de usuarios de forma simple (creación y eliminación de cuentas), el SCIM también se puede utilizar para compartir información sobre atributos de cada usuario, esquema de atributos y pertenencia a grupos. Los atributos pueden variar, desde la información de contacto del usuario hasta la pertenencia a un grupo. La pertenencia a grupos u otros valores de atributos se utilizan generalmente para administrar los permisos de cada usuario. Los valores de los atributos y las asignaciones de grupos pueden cambiar, aumentando la dificultad para mantener los datos relevantes en varios dominios de identidades a la vez.
El estándar SCIM se ha popularizado y considerado de mayor importancia a medida que las organizaciones han empezado a usar más herramientas de software como servicio. Una gran organización puede tener cientos o miles de aplicaciones alojadas (internas y externas) y servidores, bases de datos y recursos compartidos de archivos relacionados que requieren el aprovisionamiento de usuarios. Sin un método de conexión estándar, las empresas deben realizar conectores de software personalizados para unir estos sistemas y su sistema de administración de identidades.
El SCIM utiliza una API estandarizada a través de REST con datos en formatos JSON o XML.

## Historia
La primera versión, SCIM 1.0, fue lanzada en 2011 por un grupo de trabajo de estándares SCIM organizado bajo Open Web Foundation. En 2011, se transfirió al Grupo de Trabajo e Ingeniería de Internet y el estándar actual, SCIM 2.0, se lanzó como RFC en 2015.
SCIM 2.0 se completó en septiembre de 2015 y se publicó como IETF RFC 7643  y 7644. También hay un documento de uso disponible como RFC 7642.
El estándar se ha implementado en varios software de administración de identidades.
El nombre con el que fue apodado este estándar inicialmente fue Simple Cloud Identity Management (y todavía se llama así en algunos lugares), pero el nombre se cambió oficialmente a System for Cross-domain Identity Management (SCIM) cuando el Grupo de Trabajo e Ingeniería de Internet lo adquirió.
La interoperabilidad se demostró en octubre de 2011 en el Cloud Identity Summit, una conferencia de la industria de administración de identidades. Allí se añadieron y eliminaron cuentas de usuario en sistemas separados utilizando estándares SCIM, por un grupo de proveedores de software de adminsitración de id.: Okta, CyberArk, Ping Identity, SailPoint, Technology Nexus y UnboundID.  En marzo de 2012, en el IETF 83 en París, las pruebas de interoperabilidad continuaron con los mismos proveedores, junto con Salesforce.com, BCPSoft, WSO2, Gluu y Courion (ahora SecureAuth), nueve empresas en total.
SCIM es el segundo estándar para el intercambio de datos de usuario, pero se basa en estándares anteriores (por ejemplo, SPML, PortableContacts, vCards y LDAP) en un intento de ser una solución más simple y ampliamente adoptada para los proveedores de servicios en la nube.
El estándar SCIM se está popularizando cada vez más y ha sido adoptado por numerosos proveedores de identidades (por ejemplo, Azure Active Directory), así como aplicaciones (como Dynamic Signal, Zscaler, Dropbox, y Perimeter81). A medida que crece la aceptación del estándar, también crece la cantidad de herramientas disponibles. El estándar aprovecha una serie de bibliotecas de código abierto para facilitar el desarrollo y los marcos de prueba y garantizar que el punto final cumpla con el estándar SCIM.